# Логор Јадовно
Јадовно је био усташки концентрациони логор за масовно истребљење Срба и Јевреја у НДХ за вријеме Другог свјетског рата. Логором је заповједао Јуцо Рукавина и био је први од 26 концентрационих логора у НДХ. У комплекс логора Госпић - Јадовно - Паг, чије је формирање окончано 24. јуна 1941, довођени су, а потом ту и убијани, Срби и Јевреји са читаве територије Независне Државе Хрватске. Дакле, ту нису страдали само Срби из Лике и мештани околних села, како се често погрешно мисли. У велебитским јамама, на каменитим обалама Пага и морским дубинама у близини тог острва сурово су скончали бројни Срби и Јевреји из Хрватске, Босне и Херцеговине, али и Срема. Логораши су на Велебит и Паг стизали из казнионице у Госпићу, преко сабирних центара Овчара и Ступачиново, а госпићка железничка станица била је место на које су, вагонима за стоку, довожени из свих делова НДХ. За 132 дана постојања, од 11. априла до 21. августа 1941, тај пут пакла прешло је 42 246 мушкараца, жена и деце. На најсуровије начине ликвидирано је 40 123 људи. Око 2 хиљаде оних које нису стигли побити зато што их је у томе спречила италијанска војска, усташе су транспортовале у логор Јастребарско, а потом у тек основани логор Јасеновац.
Мјесто логора је остало неистражено послије рата због дубине јама у која су тијела бацала и чињенице да су послератне југословенске комунистичке власти неке од њих биле затрпале бетоном. Нова мјеста са остацима скелета су откривена током 1980-их. Церемоније комеморације у част жртава логора од 2009. организују Српско народно вијеће, јеврејска заједница у Хрватској и мјесни антифашисти, а 24. јун се у Хрватској од тада обележава као Дан сјећања на логор Јадовно. Споменик жртвама убијеним у логору је подигнут 1975. и стајао је петнаест година пре него што је уклоњен 1990. године. Реплика првобитног споменика је направљена и откривена 2010, али је нестала 24 сата по откривању.

## Географски положај
Логор Јадовно налазио се на подручју засеока Јадовно, у атару села Трновац, у околини Госпића, у југозападном делу Лике.

## Стварање Независне Државе Хрватске
Након мартовског протеста српског народа против владиног прихватања Тројног пакта сила осовине (27. март 1941. године) у Краљевини Југославији, Адолф Хитлер вођа Трећег рајха одлучио је да се војно обрачуна са Југославијом. У записнику конференције од 27. марта на којој је Хитлер донио одлуку о уништењу Југославије стоји „да треба рачунати да ће Хрвати приликом напада бити на њемачкој страни, те да ће им се загарантовати одговарајући политички поредак“. Напад на Краљевину Југославију носио је кодни назив „директива 25“, а почео је у ноћи 5/6. април, без објаве рата и са жестоким бомбардовањем Београда. Док је напад још трајао, усташки клеро-милитантни покрет у Хрватској на челу са Антом Павелићем 10. априла прогласио је Независну Државу Хрватску. Уочи 10. априла 1941. године Анте Павелић је својим сљедбеницима поручио да се припреме и весело дочекају њемачко-италијанску војску: „Дочекајте свугдје и свагда храбре војнике наших пријатеља и заштитника с весељем, с одушевљењем, поштовањем и братском љубављу“. Да су Хрвати послушали будућег поглавника свједочи и улазак 14. оклопне дивизије њемачке војске у Загреб која је дочекана уз цвијеће и са одушевљењем. Римокатолички клер на челу са надбискупом Алојзијем Степинцем са одушевљењем је поздравио оснивање Независне Државе Хрватске.

### Расни закони
По угледу на своје савезнике Независна Држава Хрватска требало је да се обрачуна са „реметилачким фактором“ и да створи етнички чисту државу са једном религијом (римокатоличком). Србе, Јевреје и Роме који су чинили знатан број становника НДХ требало је физички истријебити. Да би озаконили начела усташког покрета, који је заговарао уништење горенаведених народа, усташка власт донијела је низ законских одлука и прописа, који су у литератури познати као „расни закони“. Већ 25. априла донесен је закон о забрани употребе ћирилице на територији Независне Државе Хрватске: „...наређујем да се на цијелом подручју Независне Државе Хрватске одмах обустави свака упораба ћирилице у јавном и приватном животу. Свако штампање ма какових књига ћирилицом је забрањено. Сви јавни написи писани ћирилицом имају се неодвлачно, а најкасније у року од три дана скинути“. Истог дана усташке власти су донијеле одлуку да сви држављани православне вјере око руке морају носити плаву траку са словом „П“. У неким мјестима Срби су носили црвену траку на којој је писало „Срби“.

### Оснивање логора
У Загребу је априла мјесеца 1941. године основана „Усташка надзорна служба“ чији је „Уред III“ био задужен за организовање концентрационих логора широм НДХ. На челу „Уред III“ налазио се Еуген Дидо Кватерник. Први концентрациони логор је основан већ 15. априла у Копривници. Носио је име „Даница“ по фабрици хемијских производа „Даница“ у којој се налазио. Први логораши стигли су у логор три дана касније, а прва масовнија група логораша, 510 Срба из Грубишног Поља стигла је 29. априла. До јула мјесеца кроз „Даницу“ је прошло око 5 000 људи. Међутим, најстрашнији и најмонструознији логор, који је претходио логору Јасеновац је комплекс логор Јадовно (Госпић-Јадовно-Паг), основан почетком маја 1941. године, а затворен интервенцијом Италијана августа исте године.

## Логор Јадовно

### Казнионица у Госпићу
Оснивању концентрационог логора Јадовно претходило је оснивање казнионице Окружног суда у Госпићу. Наиме, већ 11. априла по преузимању власти у Госпићу усташке власти су почеле са затварањем Срба у окружну казнионицу (затвор). Казнионица је била четворострана зграда основе 130 x 130 метара на два спрата. До 20. маја 1941. у казнионици су се поред усташке власти налазили и Италијани који су у сјеверном крилу држали заробљене официре југословенске војске, а након њиховог одласка усташке власти преузимају цијелу казнионицу под своју команду и уређују је као концентрациони логор. Жртве су се у госпићкој казнионици задржавале веома кратко. Њих су усташе одвозиле или тјерале да иду пјешице до стратишта или до неког другог логора. О страшним условима живота у госпићкој казнионици свједочи једна од затвореница Ана Фајдић: „Кроз оно вријеме док сам ја била у казнионици, вршена су масовна злочинства, као убијање, батинање и слично, те сам тако гледала људе чак одрезаних ушију те на сваке муке мучене“.

### Јадовно
Како се из дана у дан број затвореника у казнионици у Госпићу повећавао, усташке власти на челу са Андријом Артуковићем, Еугеном Дидом Кватерником, Стјепаном Рубинићем и другим угледним усташама одлучиле су да оснују логор Јадовно. Логор је основан почетком маја 1941. године (иако литература говори о првој половини мјесеца маја као датуму оснивања логора Јадовно, постоје индиције да је логор Јадовно основан и прије тога, непосредно по успостављању усташке власти), међутим коначни облик је добио до 24. јуна, па се тај дан узима као дан када је логор основан. Логор је у почетку обухватао један шумски пропланак ограђен бодљикавом жицом и није био дужи од 50 и шири од 25 метара, да би у посљедњој фази био промјера 180 x 90 метара. Око логора налазила се 4 метра висока бодљикава жица. На сјеверозападној страни логора налазила су се улазна врата широка око 3 метра од бодљикаве жице. На сваких 30 до 40 метара била су стражарска мјеста, а у самом логору налазиле су се двије бараке. Мања је била намјењена за управника и команданта логора, а већа за усташке војнике који су обезбјеђивали логор. Поред усташких војника, у логору су се као стражари знали налазити и домобрани. За затворенике који су се налазили у логору није постојала барака, они су били смјештени под ведрим небом и изложени разним временским непогодама.
Поред Срба у логору су били смјештени Јевреји као и Хрвати комунисти, противници усташке власти. Међутим, далеко највећи број логораша био је српског поријекла. Са логорашима се поступало сурово, поред тога што су тјерани на разне бесмислене физичке послове сваког дана предвече командант логора Руде Рице би прозвао између 40 и 80 логораша и по његовом наређењу они су у сљедећих неколико часова били на суров начин ликвидирани и побацани у оближње јаме. О начину ликвидирања жртава у Јадовну остала су свједочења преживјелих логораша. Они су најчешће били везани жицом, по двадесетак или и више у групи, а онда су само први убијани кундаком, маљем или неким другим предметом, те би они остале живе повлачили за собом у јаме. Отуда се по Лици и до данас прича да су се из јаме могли чути људски крици и вапаји током неколико дана или ноћи. Посљедњу групу од 1.500 људи усташе су побиле митраљезима у августу 1941; нове су жртве возиле на Оштарије, велебитско село на цести Госпић — Карлобаг, и бацили их у јаму у заселку Ступачиново. Међу мучитељима и кољачима у логору Јадовну истакле су се усташе Јуцо Рукавина, Јурица Фрковић, Анте Галац, Томљеновићи и други.
Поред логора Јадовно у комплекс логора Госпић-Јадовно-Паг, спадају и два логора на острву Пагу, Слана и Метајна, као и логори Овчара, Ступачиново, Максимовића штале и концентрациони логор-сабиралиште на жељезничкој станици Госпић. По израчунавањима историчара Ђуре Затезала у комплексу логора Јадовно (Госпић-Јадовно-Паг), живот је на најмонструознији начин изгубило 40 123 особе, од тога 38 012 Срба, 1 998 Јевреја, 88 Хрвата и 25 осталих. Комплекс логора Јадовно затворен је 21. августа 1941. године на притужбе Италијана, који су згрожени злочинима усташких власти затражили затварање логора.

### Шаранова јама
Поред тога овде је употребљаван још један до тада непознат начин убијања. Ту у самом месту постоји једна велика јама (бездан) звана Шаранова. Преко те јаме која је доста широка, пребацивана је једна велика јелова греда која се „могла рукама окретати као осовина од кола на бунару“. На ту греду довођено је по 10 људи и кад би на њу стали над провалијом, тада би се на једној страни, помоћу полуге греда окренула и људи би живи падали у бездан. Ова зверства вршио је један усташа врло јак човек по имену Фабијан из села Дабра или Црног Дабра на Велебиту. Овај Фабијан је само у једном дану на овај начин стровалио у ту провалију и по 300 људи. Он је ухваћен и одмах стрељан.

### Заташкавање злочина
Усташке власти су покушале да сакрију трагове злочина, тако да су многе крашке јаме у којима су се налазили посмртни остаци логораша, маскирали грањем, затрпавали камењем, а неке су чак бетонирали. Тим спелеолога који је 1990. године боравио у једној од крашких јама (Шарановој јами), закључио је да се у њој налазе посмртни остаци између 11 и 15 хиљада људи.
О страхотама које су усташе оставиле на острву Пагу свједочи официр у италијанској војсци др Санто Стаци: „Послије одстрањења првих 5 до 20 цм земље, указују се бројне руке, често везане, босе ноге, а који пут и обувене, главе са лицем окренуте према горе или које показују шију(...) Да су били укапани смртно рањени, али још живи, доказује изобличени и трагични изражаји лица већине ових лешева.“

## Јадовно данас
Комплексу логора Јадовно историографија је до сада слабо посветила пажњу. Још за вријеме трајања Другог свјетског рата, партизанској штампи је било забрањено да пише о страдањима Срба у логору Јадовно, зарад братства и јединства такав тренд наставио се и за цијело трајање СФР Југославије. Они који би се удостојили да нешто пишу, били су упозоравани од КПХ, а некима је чак и суђено. Прва цјеловита студија на ову тему изашла је тек 2007. године, а њен аутор је угледни српски историчар др Ђуро Затезало. Од 2009. године, проблемом јадовничких жртава бави се удружење грађана из Бање Луке „Јадовно 1941.". На иницијативу удружења грађана „Јадовно 1941." из Бање Луке и Српског народног вијећа из Загреба први пут су јадовничке жртве добиле споменик 2010. године у виду спомен плоче која је оскрнављена већ сљедећег дана. Удружење грађана „Јадовно 1941.” и СНВ из Загреба су на „Дан сјећања на Јадовно“ 24. јуна 2012. на мјесту Чачић Долац на Велебиту поставили Часни крст, након чега се колона поштовалаца и потомака жртава запутила од мјеста логора стазом дугом 6,5 km на којој се налазе 32 јаме у које су усташе током 1941. бацале убијене Србе и Јевреје.